# تیبائولت دامور
تیبائولت دامور (انگلیسی: Thibault Damour؛ زاده ۶ مارس ۱۹۵۱) یک دانشمند اهل فرانسه است.